# Lambda Bootis-stjärna
En Lambda Bootis-stjärna är en speciell typ av stjärna som har en ovanligt låg halt av element tyngre än järn i ytskikten. En möjlig förklaring till detta är, att det är resultatet av tillförsel av metallfattig gas från en omgivande stoftskiva, och en andra möjlighet är tillförsel av material från en het Jupiter som undergår massförlust. Prototyp är Lambda Bootis.

## Kunskapsläget
Lambda Bootis-stjärnor har under lång tid varit föremål för olika teorier, eftersom det fortfarande är oklart vad som gör dem speciella, men det finns mycket som har kunnat fastställas. Det vetenskapliga arbete har följt utvecklingen av spektralklassificering av stjärnor. Med hjälp av spektroskopi kan man identifiera karaktären hos Lambda Bootis ytkomposition, som normalt har överskott jämfört med solen av kol, kväve, syre och svavel, men underskott av järn och liknande element. Detta arbete ger en god uppfattning om deras förhållande till Vintergatan och deras fas i stjärnornas utvecklingsstadier. Det ger också kunskap om deras relevans för bildandet av planeter runt en stjärna, och att en stjärna fortsätter att samverka med material som gas och stoft som omger den och till och med kometer.